# 오 클로네
《오 클로네》(포르투갈어: O Clone)는 2001년부터 2002년까지 방영된 브라질의 텔레노벨라이다.